# Serwetnik

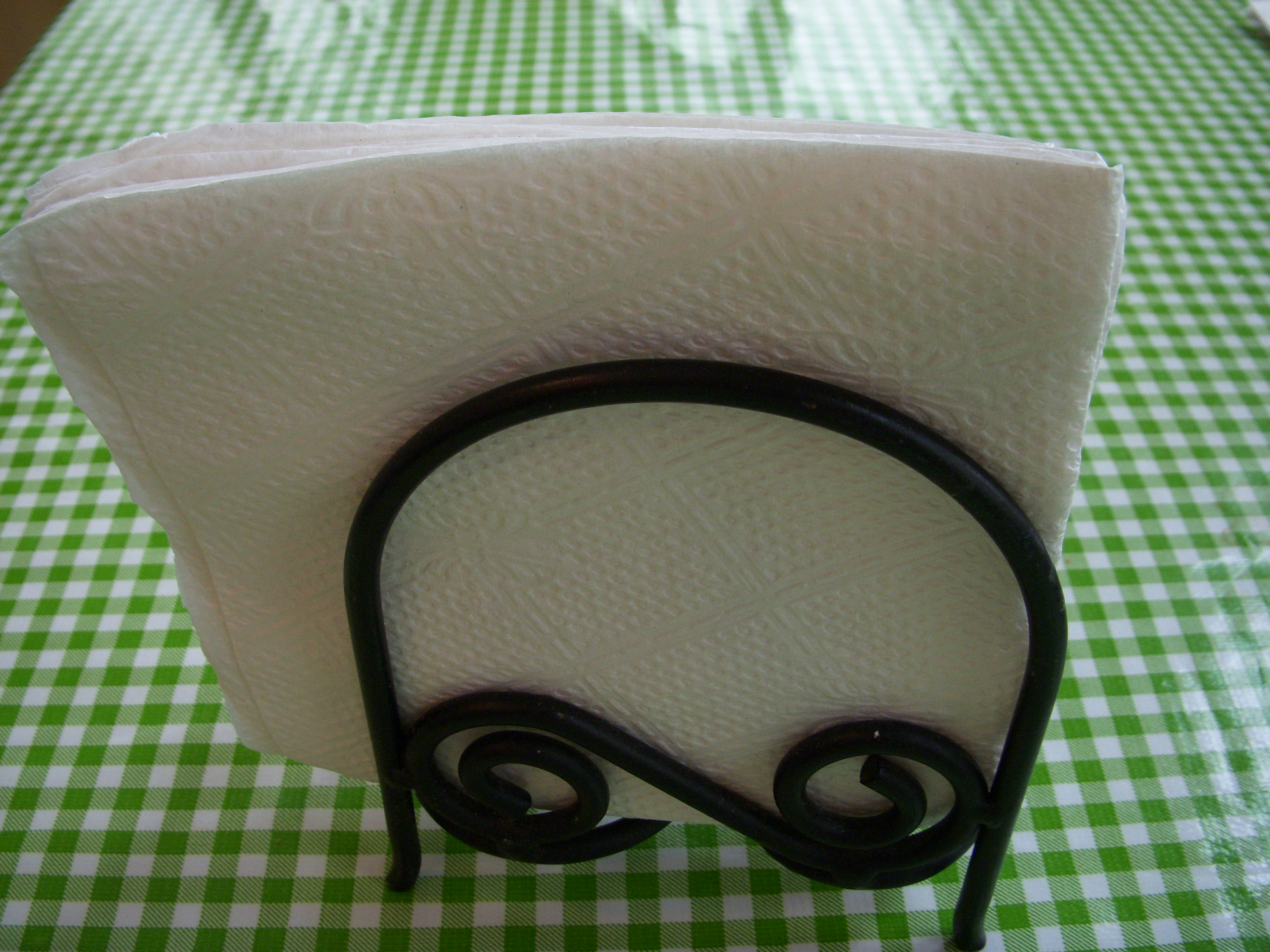
Serwetnik do serwetek papierowych

Serwetnik – element zastawy stołowej, służący do przechowywania serwetek stołowych pełniący również funkcję dekoracyjną. Zasadniczo wyróżnia się dwa rodzaje serwetników: serwetniki pierścienie i serwetniki zwykłe.
Serwetniki pierścienie - [ang. napkin rings] służą wyłącznie do eleganckich serwetek z tkaniny. Podkreślają indywidualny styl i elegancję stołu. Do jednego pierścienia wkłada się wyłącznie jedną serwetkę. Serwetniki - pierścienie pojawiły się po raz pierwszy wśród francuskiej burżuazji na początku XIX wieku. Szczególnie popularne były w latach 1869 do około 1900. Wykonywane bywają często ze srebra, plateru, porcelany, drewna, kości słoniowej i innych materiałów. Serwetniki - pierścienie są produkowane do dziś i przybierają różne formy a ilość użytych do produkcji materiałów radykalnie się zwiększyła.
Obecnie serwetniki, szczególnie te bogato zdobione i wykonane z cennych materiałów, cieszą się ogromną popularnością wśród kolekcjonerów a cena jednego serwetnika przekraczać może wiele tysięcy funtów szterlingów. Organizowane są też wystawy poświęcone specjalnie tym przedmiotom.
Serwetniki zwykłe - główną funkcją serwetnika jest podtrzymywanie wielu serwetek, głównie papierowych. Jeszcze do 1950 serwetniki miały podobną budowę 1,5–4 cm oddalone od siebie ściany wykonane z różnych materiałów przytrzymywały serwetki, tak, że nie wypadały. Podobnie jak serwetniki-pierścienie produkowane są z różnych materiałów.